# NGC 2941
NGC 2941 ist eine linsenförmige Galaxie vom Hubble-Typ S0-a im Sternbild Löwe nördlich der Ekliptik. Sie ist schätzungsweise 325 Millionen Lichtjahre von der Milchstraße entfernt und hat einen Durchmesser von etwa 80.000 Lichtjahren. Gemeinsam mit NGC 2943 bildet sie das Galaxienpaar Holm 136.
Im selben Himmelsareal befinden sich u. a. die Galaxien NGC 2928, NGC 2933, NGC 2934, NGC 2946.
Das Objekt wurde am 1. April 1864 von Albert Marth entdeckt.